# Vidro veneziano

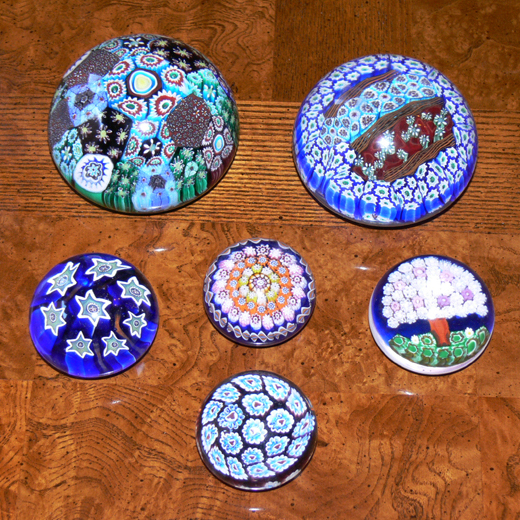
Objetos feitos de vidro de Murano

O Vidro veneziano é um tipo de vidro produzido na ilha veneziana de Murano há vários séculos. Localizado fora da costa de Veneza, Murano é um porto comercial desde pelo menos o século VII. Pelo século X se tornou uma conhecida cidade de comércio. Acredita-se que tenha sido produzido há mais de 1.500 anos e a produção está concentrada na ilha veneziana de Murano desde o século XIII. Hoje Murano permanece como destino para turistas e amantes de arte e de joalheria. Durante o século XV, os fabricantes de vidro de Murano criaram o cristallo - que era quase transparente e considerado o melhor vidro do mundo. Os fabricantes de vidro de Murano também desenvolveram um copo de cor branca (copo de leite chamado lattimo) que parecia porcelana. Mais tarde, eles se tornaram os melhores fabricantes de espelhos da Europa.
Originalmente, Veneza era controlada pelo Império Bizantino, mas acabou se tornando uma cidade-estado independente. Floresceu como um centro comercial e um porto marítimo. Suas conexões com o Oriente Médio ajudaram seus fabricantes de vidro a adquirir habilidades adicionais, uma vez que a fabricação de vidro foi mais avançada em áreas como Síria e Egito. Embora a fabricação de vidro veneziana nas fábricas existisse já no século VIII, ela se concentrou em Murano por lei, a partir de 1291. Como as fábricas de vidro frequentemente pegavam fogo, isso removeu grande parte da possibilidade de um grande desastre de incêndio para a cidade. Os fabricantes de vidro venezianos desenvolveram receitas e métodos secretos para fabricar vidro, e a concentração da fabricação de vidro de Veneza na ilha de Murano permitiu um melhor controle desses segredos. 
Murano se tornou o centro de fabricação de vidro de elite da Europa, alcançando popularidade nos séculos XV e XVI. O domínio de Veneza no comércio ao longo do Mar Mediterrâneo criou uma rica classe de comerciantes que era um forte conhecedor das artes. Isso ajudou a estabelecer a demanda por arte em vidro e mais inovações. A disseminação do talento na fabricação de vidro na Europa diminuiu a importância de Veneza e seus fabricantes de vidro de Murano. A ocupação e dissolução do estado veneziano por Napoleão Bonaparte em 1797 causou mais dificuldades para a indústria de vidro de Murano. A fabricação de vidro de Murano iniciou um renascimento na década de 1920. Hoje, Murano e Veneza são atrações turísticas, e Murano abriga inúmeras fábricas de vidro e alguns estúdios de artistas individuais. Seu Museo del Vetro (Museu do Vidro), no Palazzo Giustinian, contém exposições sobre a história da fabricação de vidro, bem como amostras de vidro que vão desde os tempos egípcios até os dias atuais.

## Galeria

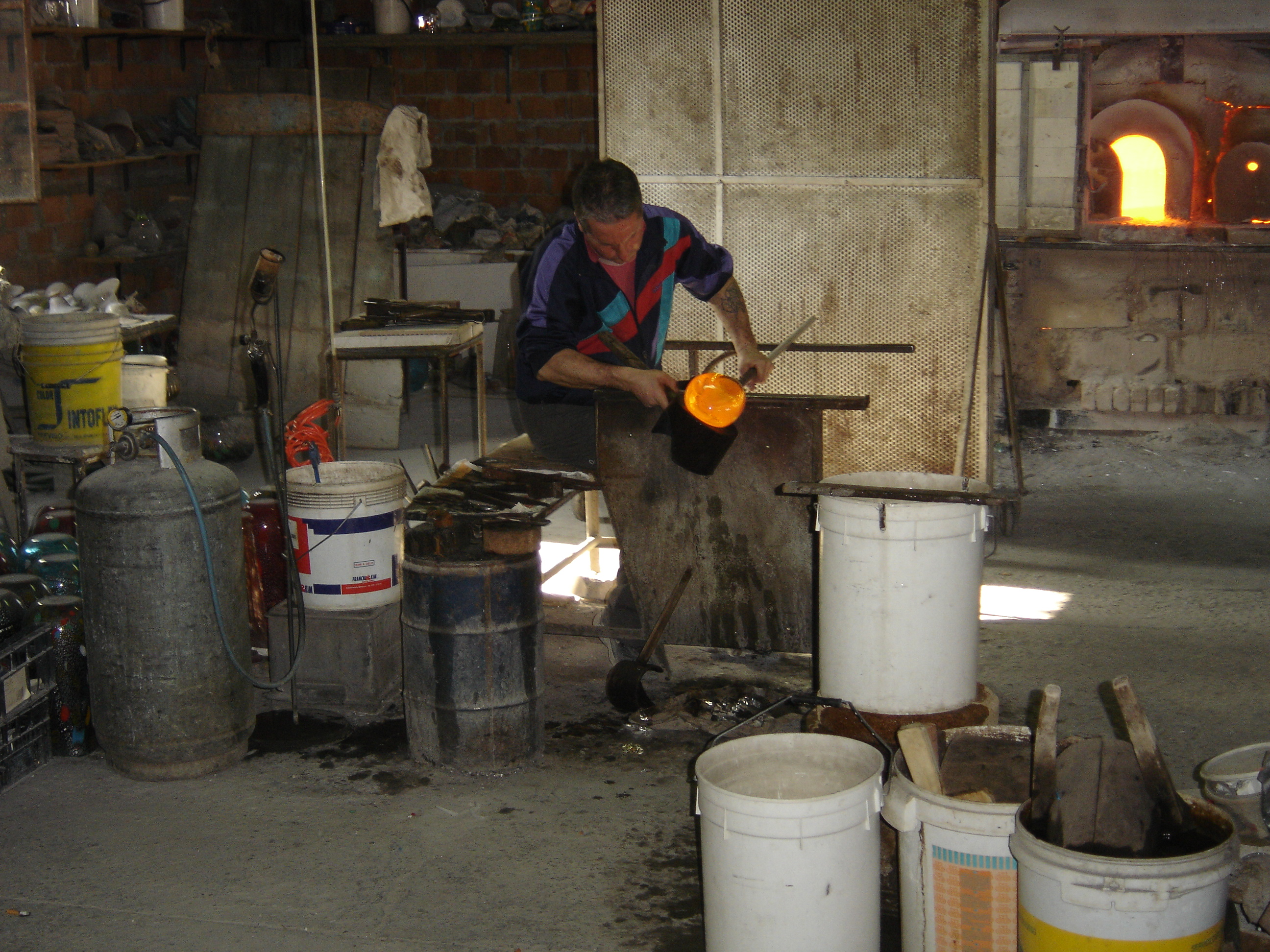
Fornalha
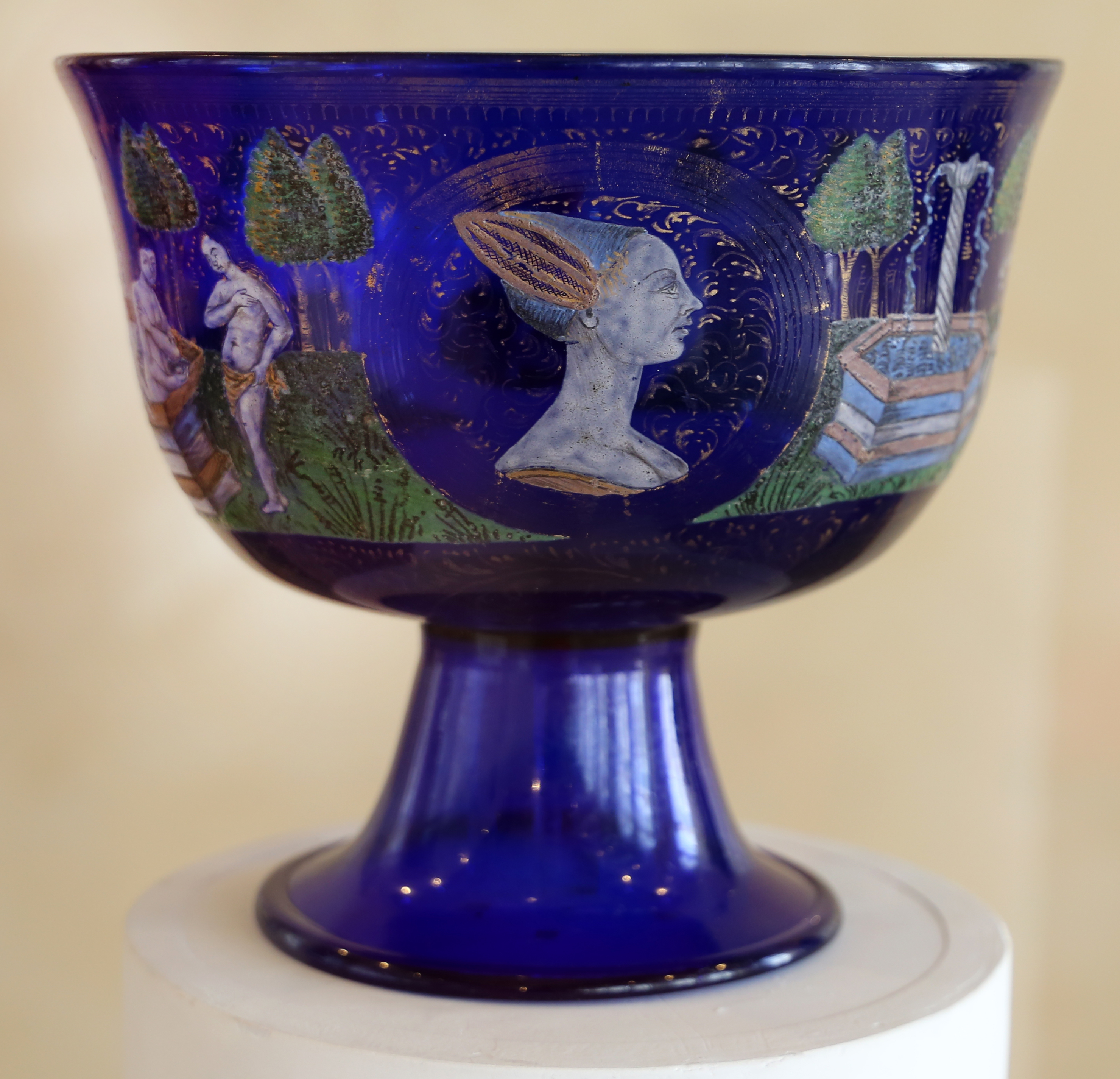
Taça Barovier
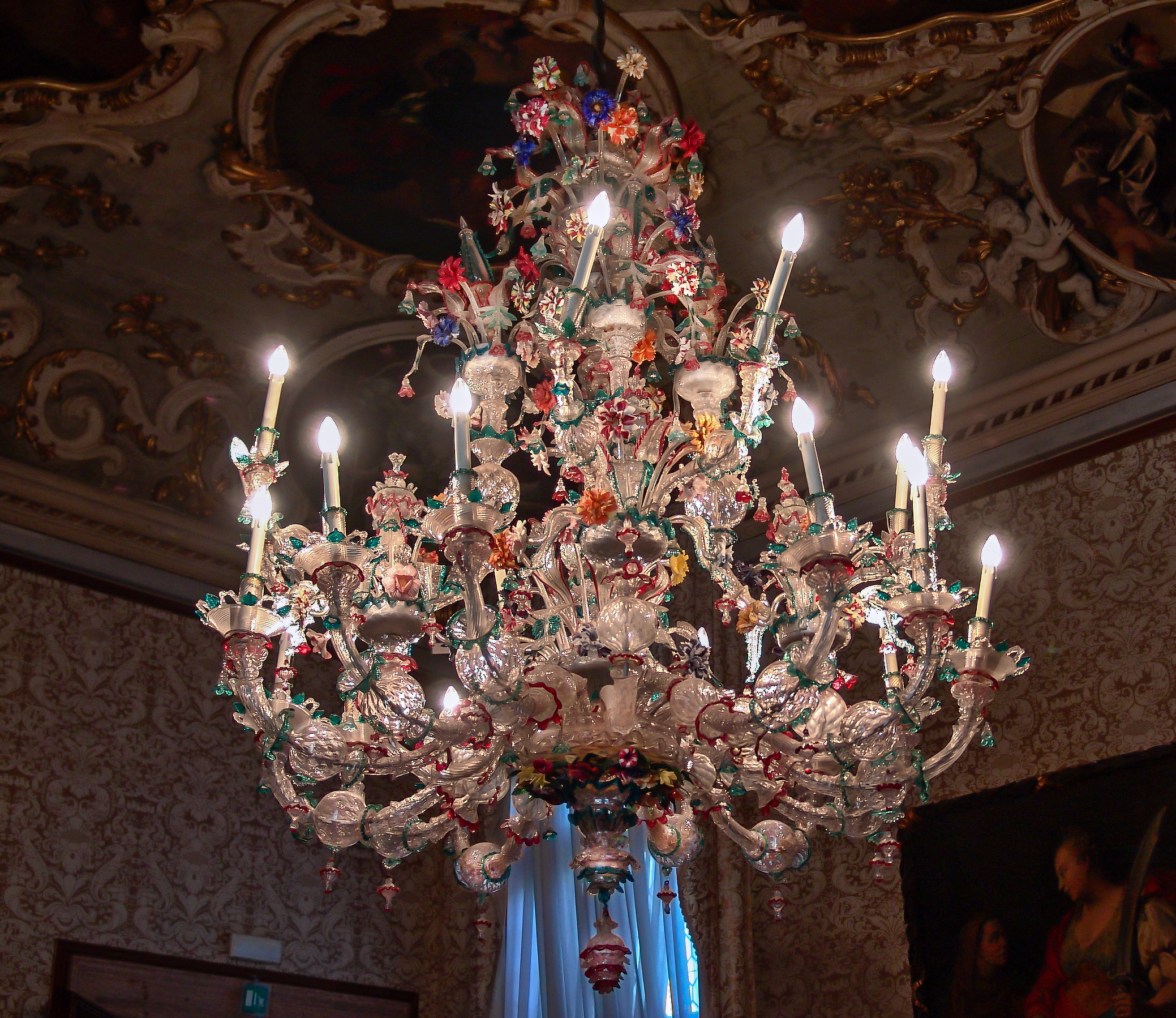
Lustre